# Walter Hermann von Heineke
Walter Hermann von Heineke (Schönebeck, 17 maggio 1834 – Erlangen, 28 aprile 1901) è stato un chirurgo tedesco.

## Biografia
Era il figlio del medico di Karl Friedrich Heineke (1798-1857).
Ha studiato presso le università di Gottinga, Berlino, Lipsia e Greifswald, dove è stato allievo e assistente di Heinrich Adolf von Bardeleben (1819-1895). A Greifswald ha conseguito il dottorato nel 1858 e la sua abilitazione per la chirurgia nel 1863. Dal 1867 al 1901 è stato professore di chirurgia presso l'Università di Erlangen.
Con il chirurgo polacco Jan Mikulicz-Radecki (1850-1905), "Piloroplastica Heineke-Mikulicz" prende il nome da loro, che è una procedura chirurgica che prevede l'allargamento della stenosi pilorica.

## Opere principali
Heineke è stato l'autore di Compendium der Operations- und Verbandlehre, un lavoro che è stato pubblicato in tre edizioni (1871, 1874 e 1885). La sua opera Chirurgische Krankheiten des Kopfes è stato incluso nel "der allgemeinen und Handbuch speciellen Chirurgie" (1873, Volume III-1/1/2). 
Altri scritti noti di Heineke sono:
- Beiträge zur Kenntnis und Behandlung der Krankheiten des Knies, 1866
- Anatomie und Pathologie der Schleimbeutel und Sehnenscheiden, 1868.
- Die chirurgischen Krankheiten des Kopfes. Stoccarda, 1882. XLII + 252 pag.[2]